# Elvira Madigan
Elvira Madigan, alias di Hedevig Antoinette Isabella Eleonore Jensen (Flensburgo, 4 dicembre 1867 – Tåsinge, 1º luglio 1889), è stata una circense danese.
Morì in drammatiche circostanze in seguito ad un amore disperato e la sua vicenda è stata raccontata nel film svedese omonimo del 1967 - appunto, Elvira Madigan - diretto dal regista Bo Widerberg e premiato come miglior film straniero al National Board of Review Awards 1967.

## Biografia
Nata nella regione di confine fra Germania e Danimarca dello Schleswig, era figlia di Eleonora Olsen, artista norvegese di circo, e di uno stalliere danese. Ancora bambina seguì la madre che si era nel frattempo accompagnata con il gestore dell'American Circus John Madigan, del quale la giovane assunse il cognome.

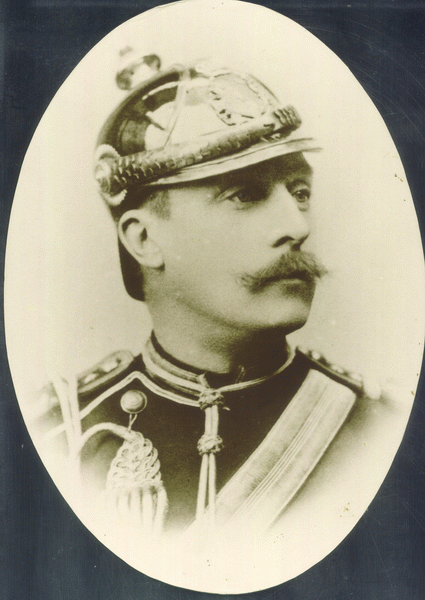
Sixten Sparre

Mentre si trovava in Svezia come funambola ed equilibrista con la compagnia circense del patrigno che aveva fondato un circo a suo nome, il Circo Madigans, conobbe un ufficiale di cavalleria, il tenente Bengt Edvard Sixten Sparre (nato a Malmö il 27 settembre 1854).
Sparre e Madigan si innamorarono ma la loro relazione sentimentale fu ostacolata dalla precedente unione matrimoniale infelice dell'ufficiale, già padre di due bambini. Dopo essersi scambiati appassionate lettere d'amore per più di un anno, nel maggio del 1889 i due decisero di scappare insieme in Danimarca, dove trascorsero un mese.
Terminati i denari che avevano a disposizione, e non vedendo alcuna via di uscita positiva per il proseguimento della loro storia d'amore, i due decisero drasticamente e congiuntamente di porre fine alla loro vita. Per attuare il loro tragico intento organizzarono un pic-nic a Nørreskov (foresta del nord), sulle sponde dell'isola danese di Tåsinge. Lì consumarono il loro ultimo pasto, dopo di che Sparre forse esplose contro Elvira un colpo della sua rivoltella d'ordinanza. Dopo l'ufficiale si tolse a sua volta la vita.
Elvira Madigan aveva ventuno anni e Sixten Sparre trentaquattro. Era il 1º luglio 1889.
La loro tomba è situata nel cimitero di Landet, sull'isola Tåsinge ed è meta di turisti (prevalentemente coppie di innamorati) provenienti da tutto il mondo.

## Nei media

### Cinema
Questa sventurata storia d'amore ricorda da vicino il dramma austriaco dei cosiddetti fatti di Mayerling, accaduti nel gennaio dello stesso anno e che ebbero come protagonisti il principe Rodolfo d'Asburgo-Lorena, figlio della Principessa Sissi Elisabetta di Baviera, e della sua amante, la baronessa Maria Vetsera (anche da questa vicenda sono stati tratti diversi film).
Oltre al film svedese del 1967 (quello maggiormente conosciuto), sulla vicenda di Elvira Madigan sono state girate altre due pellicole: una di produzione svedese nel 1943, diretta da Åke Ohberg che in Italia prese il titolo L'impossibile amore, ed un'altra danese, distribuita sempre nel 1967, per la regia di Poul Erik Møller Pedersen.

### Musica
La vicenda di Madigan e Sparre è stata raccontata anche attraverso una ballata dello svedese Johan Lindström Saxon (1859-1935).
Se ne fornisce qui la versione originale in lingua svedese e la traduzione in lingua inglese:
Vacker var hon som en ängel

Ögon blå och kind så röd,

Smärt om livet som en stängel;

Men hon fick en grymmer död.
När hon dansade på lina

Lik en liten lärka glad,

Hördes bifallsropen vina

Ifrån fyllda bänkars rad.
Så kom greve löjtnant Sparre,

Vacker var han, utav börd,

Ögon lyste, hjärtan darre,

Och hans kärleksbön blef hörd.
Greve Sparre han var gifter,

Barn och maka hade han,

Men från dessa han nu rymde,

Med Elvira Madigan.
Så till Danmark styrdes färden.

Men det tog ett sorgligt slut,

Ty långt ut i vida världen

Tänkte de att slå sig ut.
Men se slut var deras pengar,

Ingenting att leva av!

För att undgå ödets strängar

Bygga de sitt bo i grav.
Och pistolen, full av smärta,

Greven tar och sikte tog

Mot Elviras unga hjärta:

Knappt hon andas, förr’n hon dog.
Ack mig hör, Ni ungdomsglada,
Tänk på dem och se er för
Att Ni ej i blod få bada
Ni och en gång, förr’n Ni dör.»
Lovely was she as an angel:

Eyes of blue and cheeks of red,

Waist as slender as a flower;

But she got a cruelly dead.
When she danced she on a tightrope,

Glad as skylark in the sky,

From the rows of filled-up benches

You could hear the cheers soar high.
Came then Count Lieutenant Sparre,

Beautiful and man of birth,

Gleaming eyes, heart a-flutter.

And love came answering his prayer.
Count Sparre was married,

Wife and children he had,

But from family he now fled

With Elvira Madigan.
Then to Denmark they fled.

But it had an unhappy end,

Though far away into the world

Had they planned their way to wend.
But, you see, their cash ran out,

Nought to live on!

To avoid poverty’s fate

Home they built inside a grave.
And the pistol full of pain

Sixten takes and aims

At Elvira’s young heart.

Scarcely lived she ere she died.
Hark all ye who joy in life,
Think of those and watch your way
That you not in blood may bathe
Kind folk when you come to die.»
(Johan Lindström Saxon, Doggerel about the love and cruel death of the lovely Elvira Madigan)